# Eurymeloides nigra
Eurymeloides nigra är en insektsart som beskrevs av Evans 1933. Eurymeloides nigra ingår i släktet Eurymeloides och familjen dvärgstritar. Inga underarter finns listade i Catalogue of Life.